# ソウル市メトロ9号線
ソウル市メトロ9号線（ソウルしメトロきゅうごうせん）は、大韓民国のソウル特別市江西区にある開花駅から同市江東区にある中央報勲病院駅までを結ぶ鉄道路線である。
ラインカラーは●ゴールド（金色）。単独で首都圏電鉄9号線を構成する。
本項では、建設および運営などに関わる事業者3社についても記述する（後述）。

## 概要
1990年代に計画されたソウル地下鉄3期路線の1つである。ただし、3期地下鉄のうち10 - 12号線は計画が中止されたため、当路線は新規路線としては唯一の3期地下鉄である。
第1段階区間（開花駅 - 新論峴駅）は2002年4月3日に着工し、2009年6月12日に開業する予定であったが、駅務自動化設備に問題があるとして延期され、同年7月24日に開業した。
第2段階区間は、新論峴駅から東進し総合運動場駅までを延伸するもので、この区間は2015年3月28日に開業した。
第3段階区間の総合運動場駅 - 中央報勲病院駅間は、2018年12月1日に開業した。さらに、公式計画ではないものの、江東区はさらに北の高徳駅（ソウル地下鉄5号線）までの延伸を要望している。この他、将来的に仁川国際空港鉄道と直通運転を行う計画もある。
運賃は、民間企業が運営することから、既存の首都圏電鉄と異なる運賃体系（Tマネー基準で初乗り1,300ウォン）を採用する予定であったが、首都圏電鉄としての一体的運用の必要性から、ソウル特別市側は現在の運賃体系（当時、Tマネー基準で初乗り900ウォン）を主張し、両者の間で長い間議論が重ねられ、結局他路線と同じ運賃体系を採用することとなった。当初、異なる運賃体系を予定したことから、9号線と他線との乗換駅（一部を除く）には中間改札が設置されているが、他路線の運営主体との運賃収益の分配のために乗換客の移動経路の情報収集をする乗換ゲートであり、通過しても運賃計算には影響を及ぼさない。ただし、新盆唐線など異なる運賃体系をとる路線・事業者が誕生し、必要時には運賃について再協議ができるとしていることから、2012年には赤字による値上げを発表するも、ソウル特別市側の抗議などにより最終的に撤回する事態になった。
路線の管理と運営は第1段階区間については既存の鉄道公社ではなく、民間企業の「ソウル市メトロ9号線株式会社」が担っている。第2段階と第3段階区間については「ソウル交通公社」が担っている。
開業当初は4両編成だったが、「地獄鉄」と揶揄されるほど著しい混雑に見舞われ、労組は運営事業者が利益を最大化すべく投資を怠っている「民営化の弊害」と批判している。このこともあり、全線開業までに全列車の6両化が順次実施された。
|                    | 開花                              | …                                 | 新論峴                            | 新論峴                            | …                                 | 総合運動場                        | 総合運動場                        | …                                 | 中央報勲病院                      | 中央報勲病院 |
| 第1段階区間        | 第1段階区間                       | 第1段階区間                       | 第1段階区間                       | 第2段階区間                       | 第2段階区間                       | 第2段階区間                       | 第3段階区間                       | 第3段階区間                       |                                   |              |
| 施設運営・保守     | ソウル市メトロ9号線               | ソウル市メトロ9号線               | ソウル市メトロ9号線               | ソウル市メトロ9号線               | ソウル交通公社                    | ソウル交通公社                    | ソウル交通公社                    | ソウル交通公社                    | ソウル交通公社                    |              |
| 建設施工・列車運行 | ソウル市メトロ9号線               | ソウル市メトロ9号線               | ソウル市メトロ9号線               | ソウル市メトロ9号線               | ソウル交通公社                    | ソウル交通公社                    | ソウル交通公社                    | ソウル交通公社                    | ソウル交通公社                    |              |
| 保有・建設監督     | ソウル特別市 （都市基盤施設本部） | ソウル特別市 （都市基盤施設本部） | ソウル特別市 （都市基盤施設本部） | ソウル特別市 （都市基盤施設本部） | ソウル特別市 （都市基盤施設本部） | ソウル特別市 （都市基盤施設本部） | ソウル特別市 （都市基盤施設本部） | ソウル特別市 （都市基盤施設本部） | ソウル特別市 （都市基盤施設本部） |              |

## 路線データ
- 複線区間：全線
- 電化区間：全線（直流1500V・架線集電方式）
- 閉塞方式：ATC・ATO
- 車両基地：金浦車両事業所
- 地上区間：金浦車両事業所・開花駅 - 金浦空港駅間の一部
- 走行方向：右側通行

## 車両
- 9000系電車 - 6両編成。開業当初は4両編成だったが、混雑緩和のため2017年末より6両化が進められており、急行は2018年の第3段階区間開通時に6両化が完了し、2019年中にすべての列車が6両編成となった。

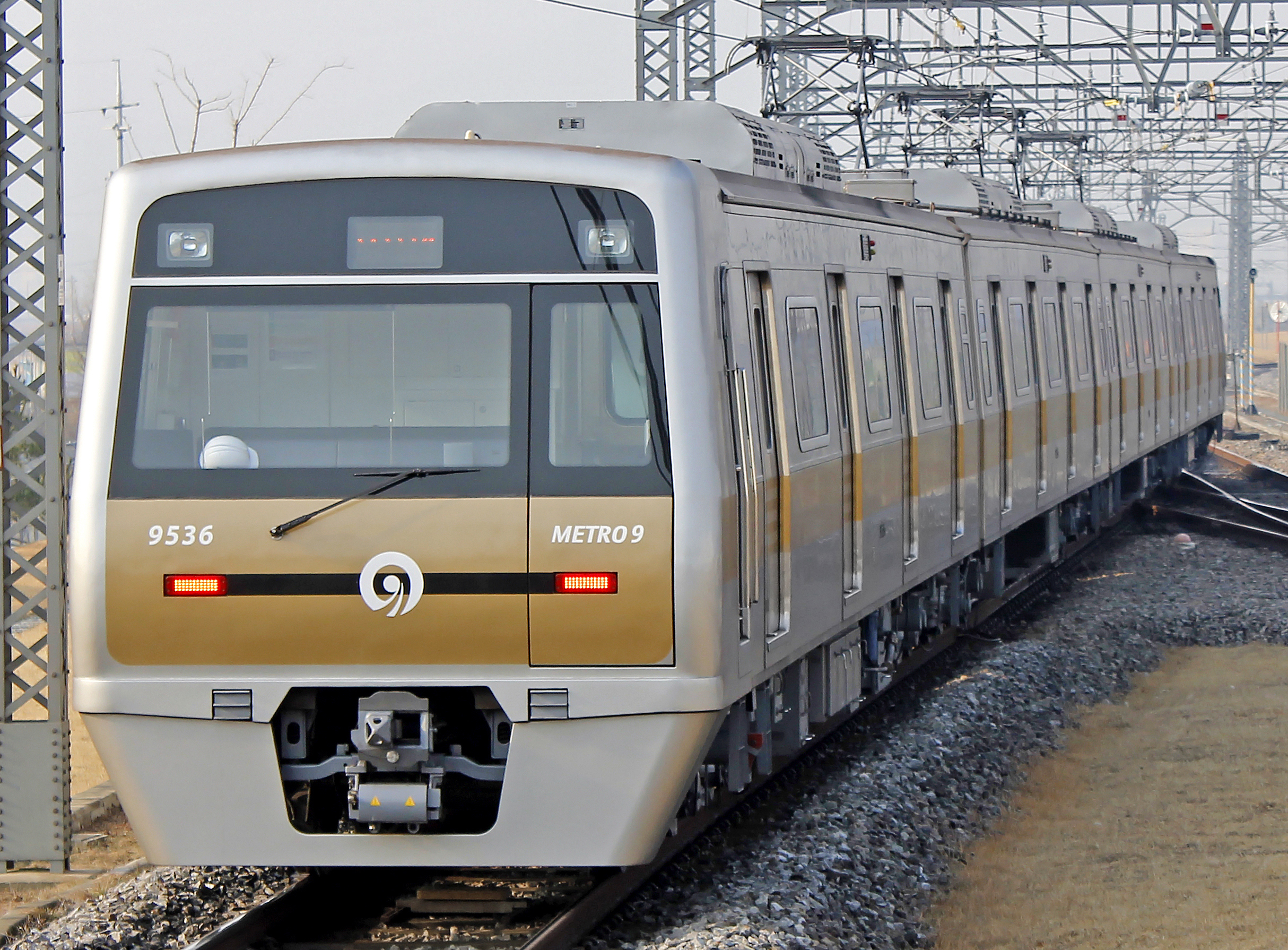

## 運行
急行（급행/Express）
金浦空港駅 - 中央報勲病院駅間で運行。2015年1月31日より朝夕ラッシュ時は7 - 8分間隔、昼間10分間隔で運行。金浦空港から汝矣島まで16分、高速ターミナルまで27分、総合運動場まで38分、中央報勲病院まで54分程で到達する。日中時間帯は加陽駅と銅雀駅で各駅停車と緩急接続を行う。
一般（일반/All-Stop）
各駅停車。開花駅 - 中央報勲病院駅間で運行。2015年1月31日よりラッシュ時約7 - 8分間隔、昼間10分間隔で運行。終電時間帯には途中駅止まりの列車も運行される。日中時間帯は加陽駅と銅雀駅、三成中央駅、松坡ナル駅で急行電車の待ち合わせを行う。

## 沿革
- 2009年7月24日 - 第1段階区間（開花 - 新論峴）が開業[1][2]。
- 2014年5月24日 - 麻谷ナル駅開業。[要出典]
- 2015年3月28日 - 第2段階区間（新論峴 - 総合運動場）が延伸開業[3]。
- 2015年10月31日 - 鷺梁津駅乗り換え通路開通、1号線との改札外連絡が解消。[要出典]
- 2017年12月30日 - 一部列車で6両編成の運行を開始。[要出典]
- 2018年
  - 5月25日 - セムト公園方面への第四期延伸（3.8km4駅）の予備妥当性調査通過[10]。
  - 8月1日 - ソウル市、第四期区間基本計画策定に着手[11]。
  - 8月2日 - 第3段階区間6駅の駅名（ハングル表記）確定[12]。
  - 9月 - （第3段階区間）6両化増備車両の落成遅れに伴う列車の受領・登録・試運転を含む導入時間不足を理由に10月の開業予定を年末に延期[13]。
  - 10月7日 - （第3段階区間）既存区間も含めた新ダイヤでの営業試運転開始予定[14]。
  - 12月1日 - （第3段階区間）総合運動場 - 中央報勲病院が延伸開業、6両での運行を20編成に拡大[14]。
- 2022年8月8日 - 集中豪雨のため銅雀駅と旧盤浦駅間が冠水して運休。翌日にかけて復旧工事が行われた[15]。

## 駅一覧
- 駅所在地は全線ソウル特別市内。なお、開花 - 金浦空港間の一部と金浦車両事業所の一部敷地は仁川広域市桂陽区に位置するが、駅は存在しない。また、遁村五輪 - 中央報勲病院間の一部で河南市をわずかにかすめているが、駅は存在しない。

| 運営事業者          | 駅番号             | 駅名                        | 駅名                    | 駅名                              | 駅間キロ (km) | 累計キロ (km) | 急行                                  | 接続路線 | 所在地   |
| 運営事業者          | 駅番号             | 日本語                      | ハングル                | 英語                              | 駅間キロ (km) | 累計キロ (km) | 急行                                  | 接続路線 | 所在地   |
| ------------------- | ------------------ | --------------------------- | ----------------------- | --------------------------------- | ------------- | ------------- | ------------------------------------- | --- | -------- |
| ソウル市メトロ9号線 | 901                | 開花駅                      | 개화역                  | Gaehwa                            | 0.0           | 0.0           |                                       | | 江西区   |
| ソウル市メトロ9号線 | 902                | 金浦空港駅                  | 김포공항역              | Gimpo Int'l Airport               | 3.6           | 3.6           | ●                                     | ソウル交通公社： 5号線 (512) · 空港鉄道： 仁川国際空港鉄道 (A05) · 金浦ゴールドライン運営： 金浦都市鉄道 (G109) · 韓国鉄道公社：西海線 (S13) | 江西区   |
| ソウル市メトロ9号線 | 903                | 空港市場駅                  | 공항시장역              | Airport Market                    | 0.8           | 4.4           | \|                                    | | 江西区   |
| ソウル市メトロ9号線 | 904                | 新傍花駅                    | 신방화역                | Sinbanghwa                        | 0.8           | 5.2           | \|                                    | | 江西区   |
| ソウル市メトロ9号線 | 905                | 麻谷ナル駅 （ソウル植物園） | 마곡나루역 (서울식물원) | Magongnaru (Seoul Botanic Park)   | 0.9           | 6.1           | ●                                     | 空港鉄道： 仁川国際空港鉄道 (A042) | 江西区   |
| ソウル市メトロ9号線 | 906                | 陽川郷校駅                  | 양천향교역              | Yangcheon Hyanggyo                | 1.4           | 7.5           | \|                                    | | 江西区   |
| ソウル市メトロ9号線 | 907                | 加陽駅                      | 가양역                  | Gayang                            | 1.3           | 8.8           | ●                                     | | 江西区   |
| ソウル市メトロ9号線 | 908                | 曽米駅                      | 증미역                  | Jeungmi                           | 0.7           | 9.5           | \|                                    | | 江西区   |
| ソウル市メトロ9号線 | 909                | 登村駅                      | 등촌역                  | Deungchon                         | 1.0           | 10.5          | \|                                    | | 江西区   |
| ソウル市メトロ9号線 | 910                | 塩倉駅                      | 염창역                  | Yeomchang                         | 0.9           | 11.4          | ●                                     | | 江西区   |
| ソウル市メトロ9号線 | 911                | 新木洞駅                    | 신목동역                | Sinmok-dong                       | 0.9           | 12.3          | \|                                    | | 陽川区   |
| ソウル市メトロ9号線 | 912                | 仙遊島駅                    | 선유도역                | Seonyudo                          | 1.2           | 13.5          | \|                                    | | 永登浦区 |
| ソウル市メトロ9号線 | 913                | 堂山駅                      | 당산역                  | Dangsan                           | 1.0           | 14.5          | ●                                     | ソウル交通公社： 2号線 (237) | 永登浦区 |
| ソウル市メトロ9号線 | 914                | 国会議事堂駅                | 국회의사당역            | National Assembly                 | 1.5           | 16.0          | \|                                    | | 永登浦区 |
| ソウル市メトロ9号線 | 915                | 汝矣島駅                    | 여의도역                | Yeouido                           | 0.9           | 16.9          | ●                                     | ソウル交通公社： 5号線 (526) | 永登浦区 |
| ソウル市メトロ9号線 | 916                | セッカン駅 （KB金融タウン） | 샛강역 (KB금융타운)     | Saetgang (KB Financial Town)      | 0.8           | 17.7          | \|                                    | 南ソウル軽電鉄： 新林線 (S401) | 永登浦区 |
| ソウル市メトロ9号線 | 917                | 鷺梁津駅                    | 노량진역                | Noryangjin                        | 1.2           | 18.9          | ●                                     | 韓国鉄道公社： 1号線（京釜電鉄線） (136) | 銅雀区   |
| ソウル市メトロ9号線 | 918                | ノドゥル駅                  | 노들역                  | Nodeul                            | 1.1           | 20.0          | \|                                    | | 銅雀区   |
| ソウル市メトロ9号線 | 919                | 黒石駅 （中央大入口）       | 흑석역 (중앙대입구)     | Heukseok (Chung-Ang Univ.)        | 1.1           | 21.1          | \|                                    | | 銅雀区   |
| ソウル市メトロ9号線 | 920                | 銅雀駅 （顕忠院）           | 동작역 (현충원)         | Dongjak (Seoul National Cemetery) | 1.4           | 22.5          | ●                                     | ソウル交通公社： 4号線（地下鉄4号線） (431)                                                                                                  | 銅雀区   |
| ソウル市メトロ9号線 | 921                | 旧盤浦駅                    | 구반포역                | Gubanpo                           | 1.0           | 23.5          | \|                                    | | 瑞草区   |
| ソウル市メトロ9号線 | 922                | 新盤浦駅                    | 신반포역                | Sinbanpo                          | 0.7           | 24.2          | \|                                    | | 瑞草区   |
| ソウル市メトロ9号線 | 923                | 高速ターミナル駅            | 고속터미널역            | Express Bus Terminal              | 0.8           | 25.0          | ●                                     | ソウル交通公社： 3号線（地下鉄3号線） (339)・ 7号線 (734)                                                                                    | 瑞草区   |
| ソウル市メトロ9号線 | 924                | 砂平駅                      | 사평역                  | Sapyeong                          | 1.1           | 26.1          | \|                                    | | 瑞草区   |
| ソウル市メトロ9号線 | 925                | 新論峴駅                    | 신논현역                | Sinnonhyeon                       | 0.9           | 27.0          | ●                                     | 新ソウル鉄道： 新盆唐線 (D06) | 江南区   |
| ソウル交通公社      | 925                | 新論峴駅                    | 신논현역                | Sinnonhyeon                       | 0.9           | 27.0          | ●                                     | 新ソウル鉄道： 新盆唐線 (D06) | 江南区   |
| 926                 | 彦州駅             | 언주역                      | Eonju                   | 0.8                               | 27.8          | \|            |                                       | | 江南区   |
| 927                 | 宣靖陵駅           | 선정릉역                    | Seonjeongneung          | 0.9                               | 28.7          | ●             | 韓国鉄道公社： 水仁・盆唐線 (K214)    | | 江南区   |
| 928                 | 三成中央駅         | 삼성중앙역                  | Samseong Jungang        | 0.8                               | 29.5          | \|            |                                       | | 江南区   |
| 929                 | 奉恩寺駅           | 봉은사역                    | Bongeunsa               | 0.8                               | 30.3          | ●             |                                       | | 江南区   |
| 930                 | 総合運動場駅       | 종합운동장역                | Sports Complex          | 1.4                               | 31.7          | ●             | ソウル交通公社： 2号線 (218)          | 松坡区 |          |
| 931                 | 三田駅             | 삼전역                      | Samjeon                 | 1.4                               | 33.1          | \|            |                                       | 松坡区 |          |
| 932                 | 石村古墳駅         | 석촌고분역                  | Seokchon Gobun          | 0.8                               | 33.9          | \|            |                                       | 松坡区 |          |
| 933                 | 石村駅             | 석촌역                      | Seokchon                | 1.0                               | 34.9          | ●             | ソウル交通公社： 8号線 (815)          | 松坡区 |          |
| 934                 | 松坡ナル駅         | 송파나루역                  | Songpanaru              | 0.8                               | 35.7          | \|            |                                       | 松坡区 |          |
| 935                 | 漢城百済駅         | 한성백제역                  | Hanseong Baekje         | 0.8                               | 36.5          | \|            |                                       | 松坡区 |          |
| 936                 | オリンピック公園駅 | 올림픽공원역                | Olympic Park            | 1.4                               | 37.9          | ●             | ソウル交通公社： 5号線馬川支線 (P550) | 松坡区 |          |
| 937                 | 遁村五輪駅         | 둔촌오륜역                  | Dunchon Oryun           | 1.0                               | 38.9          | \|            |                                       | 松坡区 |          |
| 938                 | 中央報勲病院駅     | 중앙보훈병원역              | VHS Medical Center      | 1.7                               | 40.6          | ●             |                                       | 江東区 |          |

## 本路線に関連する事業者
本節では、単に「9号線」と記した場合は路線としてのソウル市メトロ9号線を指すものとする。

### ソウル市メトロ9号線株式会社
ソウル市メトロ9号線株式会社（ソウルしメトロ9ごうせん、ハングル：서울시메트로9호선주식회사、英：Seoul Metro Line9 Corporation）は、9号線の建設と施設管理と運営を担う大韓民国の鉄道事業者である。

#### 沿革
- 2004年12月 - 設立[18]。
- 2019年7月1日 - 1段階区間の直営を開始[7]。

### ソウル9号線運営株式会社
ソウル9号線運営株式会社（ソウル9ごうせんうんえい、ハングル：서울9호선운영주식회사、英：Seoul Line 9 Operation Co., Ltd.）は、9号線の第1段階区間（開花駅 - 新論峴駅間）の運営を担っていた大韓民国の鉄道事業者である。フランスの企業との合弁により設立された。

#### 沿革
- 2007年6月28日 - ヴェオリア・トランスポール・コリア（フランスのヴェオリア・トランスポール韓国法人。80%）と現代ロテム（20%）による合弁運営企業「サウスリンク・ナイン（Southlink 9）」社を設立[22]。
- 2008年10月10日 - 現在の社名に変更[21]。
- 2009年7月 - 外資側母体がヴェオリアとパリ交通公団の関連会社RATPデヴ（フランス語版）とのJV『Veolia Transport RATP Asia (VTRA) 』となる[23]。
- 2011年3月3日 - 母体のヴェオリアがトランスデヴ（英語版）と合併し、ヴェオリア・トランスデヴとなる[24]（その後2013年にトランスデヴ（英語版）と再改称しているため[25]、9号線運営の外資側母体であるRATP DevとのJVも香港を拠点とするRATPデヴ・トランスデヴ・アジア（英語版）となっている。）
- 2019年1月11日 - ソウル市メトロ9号線と運営手数料に関する交渉が決裂する[26]。
- 2019年6月30日 - 当日をもって、9号線の1段階区間の運営を終了[6][7]。

### ソウルメトロ9号線運営株式会社
ソウルメトロ9号線運営株式会社（ソウルメトロ9ごうせんうんえい、ハングル：서울메트로9호선운영주식회사、英：Seoul Metro Line 9 Corp.）は、9号線の第2段階区間（新論峴駅 - 総合運動場駅間）の運営を担っていた大韓民国の鉄道事業者。ソウル交通公社（旧・ソウルメトロ）の100%子会社である。
第2・第3段階区間のソウル交通公社直営化に伴い、第3段階区間開業前の2018年11月28日付で清算された。

#### 沿革
- 2014年8月1日 - 9号線第2・第3段階区間の運営事業者にソウルメトロ（現：ソウル交通公社）を選定[30]。
- 2015年
  - 4月3日 - 運営子会社として設立[29]。
  - 8月17日 - 都市鉄道輸送事業の免許取得[29]。
- 2018年11月28日 - 事業・資産をソウル交通公社に継承し、解散。